# Понуровская волость
Пону́ровская волость — административно-территориальная единица в составе Стародубского уезда.
Административный центр — местечко (ныне село) Понуровка.

## История
Волость образована в ходе реформы 1861 года.
В ходе укрупнения волостей, в середине 1920-х годов Понуровская волость была упразднена, а её территория включена в состав Воронковской волости.
Ныне территория бывшей Понуровской волости входит в состав Стародубского района Брянской области.

## Административное деление
В 1919 году в состав Понуровской волости входили следующие сельсоветы: Азаровский, Будокорецкий, Будопонуровский, Демьяновский, Курковичский, Понуровский.